# Anolis guafe
Anolis guafe — вид ігуаноподібних ящірок родини анолісових (Dactyloidae). Ендемік Куби.

## Поширення і екологія
Anolis guafe мешкають на півострові Кабо-Крус в провінції Гранма на крайньому південному сході Куби. Вони живуть в склерофільних прибережних заростях та в сухих вічнозелених лісах. Зустрічаються на висоті до 275 м над рівнем моря.

## Збереження
МСОП класифікує цей вид як такий, що перебуває під загрозою зникнення. Anolis guafe загрожує знищення природного середовища.